# John Houlding
John Houlding néhai brit üzletember és politikus, aki a Liverpool labdarúgó csapatának alapítója.

## Élete
Houlding, Liverpool városában egy saját erejéből felépített sörfőzde tulajdonosaként lett elismert üzletember.
1882-ben egy mérkőzésen kezdett a labdarúgás iránt érdeklődni, és tehetős anyagi helyzetét kihasználva, támogatni kezdte az Everton csapatát, akiknek 1884-ben bérelt ki az Anfield Road-on egy területet, ahol meccseiket lebonyolíthatták.
Első mérkőzésükön, 1884. szeptember 28-án, az Earlstown együttesét 5-0 arányban múlták felül. Houlding megvásárolta a földterületet, viszont az Evertonnal megromlott a viszonya és a klub vezetősége végül 1892. március 15-én kijelentette, hogy a csapat elköltözik a pályáról és elköszöntek az üzletembertől.

### Liverpool FC
Az ambiciózus habitusáról ismert Houlding nem sokáig tétlenkedett és még aznap, március 15-én elkezdte letenni egy új klub alapköveit.
1892. június 3-án hozta létre a város második számú csapatát, melyet először Everton Athletic néven szeretett volna szerepeltetni, azonban az angol labdarúgó-szövetség nem engedélyezte a név használatát. A csapat végül a Liverpool Football Club nevet vette fel és szeptember 1-én lejátszották első barátságos mérkőzésüket Rotherham városának legjobbjai ellen és a meccset végül 7-1 arányban nyerték meg.
A Liverpool FC első csapatában Ross, Hannah, McLean, Kelso, McQueen, McBride, Wyllie, Smith, Miller, McVean és Kelvin kapott helyet. Malcolm McVean szerezte a csapat történetének első gólját.

### Politikai karrier
Liverpoolban a Konzervatív Párt egyik képviselőjeként tevékenykedett egészen 1897-ig, amikor a város főpolgármesterévé választották.